# Che-čch’
Che-čch’ (čínsky pchin-jinem Héchí, znaky 河池) je městská prefektura v Čínské lidové republice. Patří do autonomní oblasti Kuang-si. Celá prefektura má rozlohu 35 500 čtverečních kilometrů a v roce 2020 v ní žilo bezmála tři a půl milionu obyvatel.

## Poloha
Che-čch’ leží na severozápadě Kuang-si, na jižním konci Jünnansko-kuejčouské vysočiny. Prefektura hraničí na severu se s provincií Kuej-čou, na západě s prefekturou Paj-se, na jihu s prefekturou Nan-ning, na jihovýchodě s prefekturou Laj-pin a na východě s prefekturou Liou-čou.

## Administrativní členění
Městská prefektura Che-čch’ se člení na jedenáct celků okresní úrovně, a sice dva městské obvody, čtyři okresy a pět autonomních okresů.
| městský obvod · Ťin-čcheng-ťiang městský obvod · I-čou okres · Nan-tan okres · Tchien-e okres · Feng-šan okres · Tung-lan autonomní okres · Luo-čcheng autonomní okres · Chuan-ťiang autonomní okres · Pa-ma autonomní okres · Tu-an autonomní okres · Ta-chua |                  |                       |                    |                                  |
| Název | Název            | Počet obyvatel (2020) | Rozloha km² (2020) | Hustota zalidnění (obyv. na km²) |
| český přepis | znaky            | Počet obyvatel (2020) | Rozloha km² (2020) | Hustota zalidnění (obyv. na km²) |
| Městské obvody |                  |                       |                    |                                  |
| Ťin-čcheng-ťiang | 金城江区         | 372 521               | 2 347              | 159                              |
| I-čou | 宜州区           | 549 359               | 3 857              | 142                              |
| Okresy |                  |                       |                    |                                  |
| Nan-tan | 南丹县           | 275 554               | 3 920              | 70                               |
| Tchien-e | 天峨县           | 143 155               | 3 184              | 45                               |
| Feng-šan | 凤山县           | 169 845               | 1 731              | 98                               |
| Tung-lan | 东兰县           | 219 549               | 2 424              | 91                               |
| Autonomní okresy |                  |                       |                    |                                  |
| Luo-čcheng (mulaoský) | 罗城仫佬族自治县 | 272 672               | 2 651              | 103                              |
| Chuan-ťiang (maonanský) | 环江毛南族自治县 | 276 076               | 4 567              | 60                               |
| Pa-ma (jaoský) | 巴马瑶族自治县   | 236 152               | 1 975              | 120                              |
| Tu-an (jaoský) | 都安瑶族自治县   | 538 061               | 4 088              | 132                              |
| Ta-chua (jaoský) | 大化瑶族自治县   | 365 001               | 2 763              | 132                              |
| |                  |                       |                    |                                  |
| Celkem | Celkem           | 3 417 945             | 33 506             | 102                              |